# Albert Billiet
Albert Billiet, né le 10 octobre 1907 à Gand (Belgique), décédé le 6 mars 1977 à Gand (Belgique), est un coureur cycliste belge, spécialiste de la course sur piste. Il courut 31 courses de Six-Jours dont 12 victoires, la plupart acquises avec Albert Buysse.

## Palmarès
- 1930
  - 3e du Prix Dupré-Lapize (avec Alexandre Raes)
- 1931
  - Six jours de Saint-Étienne (avec Omer De Bruycker)
  - 2e du Prix Dupré-Lapize (avec Alexandre Raes)
- 1933
  - Six jours de Marseille (avec Albert Buysse)
- 1936
  - Six jours de Bruxelles (avec Albert Buysse)
  - Six jours de Copenhague (avec Werner Grundahl Hansen)
  - Six jours de Gand (avec Camile Dekuysscher)
  - 3e des Six jours d'Amsterdam (avec Albert Buysse)
- 1937
  - Six jours de Paris (avec Cor Wals)
  - Six jours de Rotterdam (avec Albert Buysse)
  - 2e des Six jours d'Anvers (avec Albert Buysse)
- 1938
  - Six jours de Paris (avec Karel Kaers)
  - Six jours de Londres (avec Albert Buysse)
  - Six jours d'Anvers (avec Albert Buysse)
  - 2e des Six jours de Gand (avec Albert Buysse)
- 1939
  - Six jours de Paris (avec Albert Buysse)
  - Six jours d'Anvers (avec Albert Buysse)
  - 2e des Six jours de Bruxelles (avec Albert Buysse)
  - 2e du Prix Dupré-Lapize (avec Albert Buysse)
  - 3e des Six jours de Londres (avec Albert Buysse)
- 1943
  - Prix Dupré-Lapize (avec Gustave Danneels)
  - Prix Hourlier-Comès (avec Gustave Danneels)